# Цзун Байхуа
Цзун Байхуа (кит.упр. 宗白华, пиньинь: Zōng Báihuá) — китайский философ и поэт, переводчик, специалист по эстетике.  Его называют «пионером и основоположником  современной китайской эстетики». Единственный учёный из китайского научного сообщества XX века, создавший свою собственную эстетическую концепцию. Наиболее известное сочинение Цзун Байхуа называется «Путешествие по эстетике» («Мэйсюэ саньбу», кит.упр. 美学散步). Вместе с Чжу Гуанцяном признаётся «двумя вершинами» китайской эстетики XX века. 
Цзун Байхуа также является автором перевода на китайский язык эстетических трудов И. Канта.

## Биография
Цзун Байхуа в 1918 году окончил университет Тунцзи в Шанхае. В 1919 году был приглашён на должность главного редактора журнала «Сюэдэн» (кит.упр. 学灯). Во многом благодаря его заметкам о философии, эстетике и искусстве журнал стал популярен в кругах новой интеллигенции Китая и участников движения 4 мая. В это же время Цзун Байхуа знакомится с писателем и поэтом Го Можо и помогает ему опубликовать первые стихи.
В 1920 году Цзун Байхуа отправляется в Германию, где изучает философию и эстетику во Франкфуртском университете имени Гёте и Берлинском университете имени Гумбольдта.
После возвращения на родину в 1925 году, преподаёт в Нанкинском и Пекинском университетах.
В 1952 году Цзун Байхуа становится профессором на философском факультете Пекинского университета, а также членом правления и советником в Китайском научном обществе эстетики.

## Произведения

### «Эстетические прогулки» («美学散步»)
«Эстетические прогулки» — это первый опубликованный сборник эстетических статей Цзун Байхуа. Статьи этого сборника были написаны в период с 1920 по 1979 годы и представляют собой наиболее полное собрание его взглядов на искусство за всю жизнь. В книге он не создавал формальную эстетическую систему, а учил читателя тому, как воспринимать произведения искусства, как сформировать эстетическое отношение к миру и даже сформировать художественную личность, что и составляет саму суть китайского эстетического духа.
Эта книга является главным произведением выдающегося китайского эстета Цзун Байхуа и единственным сборником его эстетических трудов, выпущенным при его жизни. Она содержит в себе самые важные эссе и размышления автора, написанные изящным и поэтичным языком, и по праву считается классическим произведением китайской эстетики. Само чтение этой книги является художественным наслаждением. Автор своей лиричной манерой и искренней любовью к прекрасному ведёт читателя к тому, чтобы почувствовать внутренний мир великих художников Китая и Запада, а также ощутить духовный мир свободных и возвышенных людей. Вернувшись с таких «прогулок», читатель почувствует возвышение и очищение своей души.
В книге содержится множество оригинальных идей. Автор, отталкиваясь от кантовской теории эстетической формальной определённости, раскрывает природу эстетики и искусства с позиций триединства познания, эмоций и воли. По его мнению, красота является деятельностью, занимающей промежуточное положение между истиной и добром. Он подчёркивает независимую ценность красоты, проявляющуюся прежде всего в выражении личностных качеств и глубокого эмоционального смысла. При этом он считает, что красота естественно связана с истиной и добром, она получает глубокое вдохновение от «религии», находящейся слева от неё, и глубокую мудрость о жизни и мироздании от «философии», находящейся справа. Таким образом, красота способна выполнять функцию «жизненной критики», она подчёркивает как свою трансцендентность, так и свою ответственность.
Кроме того, автор исследует традиционную китайскую эстетическую категорию «Ицзин» (意境 — художественное пространство и духовная атмосфера) с точки зрения духовного творчества, раскрывая наиболее ценное в китайской традиции учения об ицзине. Он подчёркивает, что наиболее глубокие смыслы ицзина были сформированы под влиянием чань-буддизма, используя концепцию «чаньского состояния» (禅境) для более глубокого раскрытия превосходства китайского традиционного учения об ицзине. Философская основа ицзина, по его мнению, уходит к Чжуан-цзы. В своей трактовке структуры ицзина он выделяет три уровня: «Дао» («道» — Путь), «У» («舞» — Танец) и «Кунбай» («空白» — Пустота). Он считает, что именно Чжуан-цзы заложил философское значение понятия ицзин, а чань-буддизм развил это учение на основе философии Лао-цзы и Чжуан-цзы.
Цзун Байхуа также связывает художественное состояние ицзина с духовным развитием личности. Анализируя эстетические состояния, он рефлексирует историю духовной жизни китайского народа, формулируя новую концепцию эстетического сознания и личности

### Поэзия
«Стихи» («诗»)
Ах, где же искать стихи?
В каплях тихого дождя,
Что роняют лепестки цветов!
В лёгком ветре,
Что доносит звук струящейся воды!
В одинокой звезде,
Что мерцает на краю синего неба,
Готовая вот-вот упасть!
«Цветок мира» («世界的花»)
О, цветок мира,
Как же могу я сорвать тебя?
Цветок мира,
Но как же удержаться мне,
чтобы не сорвать тебя!
Подумав, я понял,
Как же смогу я расстаться с тобой —
Не лучше ли мне
Стать душой, что превратится в тебя!

## Взгляды
Цзун Байхуа выделял «две особенности» китайской эстетики. Первая особенность — идея «срединности» и «гармонии» хэ (кит. упр. 和) в творчестве. Вторая особенность — сохранение автохтонности традиционного китайского искусства в процессе взаимопроникновения и постоянного влияния различных эстетических течений и направлений. Вследствие такого сочетания появляется взаимопроникновение эстетических чувств и критериев, характерных для китайской поэзии, изобразительного искусства, архитектуры, садово-паркового искусства и т. д.
Цзун Байхуа также выделял «два идеала» китайской эстетики: «собирать золото для чеканки» и «исходить из цветка лотоса». Под первым философ понимал эстетику человеческого прилежания, а под вторым — эстетику природной спонтанности и безыскусности. Причём второй идеал он ставил выше первого.
Цзун Байхуа не обошёл стороной и одну из важнейших категорий китайской философии — «пустотность» («пустоту», «пустое») сюй (кит. упр. 虛), а также противоположную ей категорию «наполненность» («полнота», «реальность, основательность») ши (кит. упр. 实). Проблему сочетания этих двух категорий Цзун Байхуа считал основной, центральной темой китайской эстетики.
Основным же отличием китайской эстетической мысли от западной философ считал излишнюю рационалистичность последней. Китайская классическая эстетика, согласно его точке зрения, «использует образы искусства для выражения идеи, живого движения», в то время как западная эстетическая традиция «акцентирует норматив, закономерность». При этом западная эстетика нацелена на рациональное осмысление предмета и попытки углубления в его сущность, а китайская — на «овладение непосредственным восприятием» и соотношении его с этикой и моралью.
Вместе с тем, Цзун Байхуа придавал большое значение философскому обоснованию эстетики как продолжению жизненной философии. Он утверждал, что красота искусства — это не только форма, но и «сознательное проявление жизни в гармоничной форме» . Его эстетическая позиция была укоренена в философии жизни, подчёркивая, что искусство должно черпать свою ценность из «опыта и ритмов жизни» . В отличие от западной ориентации на форму или чувственное восприятие, Цзун Байхуа рассматривал эстетику как «процесс, рождаемый самой жизнью», выстраивая её на основе жизненного начала.
В методологическом плане он подчёркивал «синтез Востока и Запада», создавая мост между немецкой философией (Шопенгауэр, Гёте) и китайским учением о художественном состоянии «Ицзин» (意境). В этом контексте он разработал оригинальную концепцию структуры художественного состояния («境层», цзинцэн), объединяющую эмпирическое и метафизическое начала .
Цзун Байхуа выделял три уровня этой структуры:
- 首境 — первичный уровень (шоуцзин): воспроизведение природы через непосредственное наблюдение;
- 又境 — следующий уровень (юцзин): передача «дыхания жизни», эмоциональной энергии и жизненного ритма;
- 终境 — высший уровень (чжунцзин): духовное откровение, процесс «由美入真» (от красоты к истине), при котором художественная форма направляет сознание зрителя к глубокому постижению жизни и Вселенной[6].

В этом высшем уровне формы играют ключевую роль — они не просто трансформируют «конкретное в пустое», но и направляют человеческое сознание «от красоты к истине», раскрывая глубокие смыслы жизни и мироздания. По мнению Цзун Байхуа, такая эстетическая система включает три аспекта ценности: формальную, жизненную и откровенческую.
Кроме того, Цзун Байхуа подчёркивал, что формирование художественного состояния напрямую связано с личностью художника. Художник наполняет произведение своей личностью и жизненной энергией, создавая художественное пространство, обладающее духовной силой и глубиной. Конечной целью художественного творчества он считал не просто отражение природы, а достижение «гармоничного единства души художника и космоса», что соответствует древнему китайскому идеалу «единства человека и неба» (天人合一, тянь-жэнь хэ-и).